# Choral Arts Society of Washington

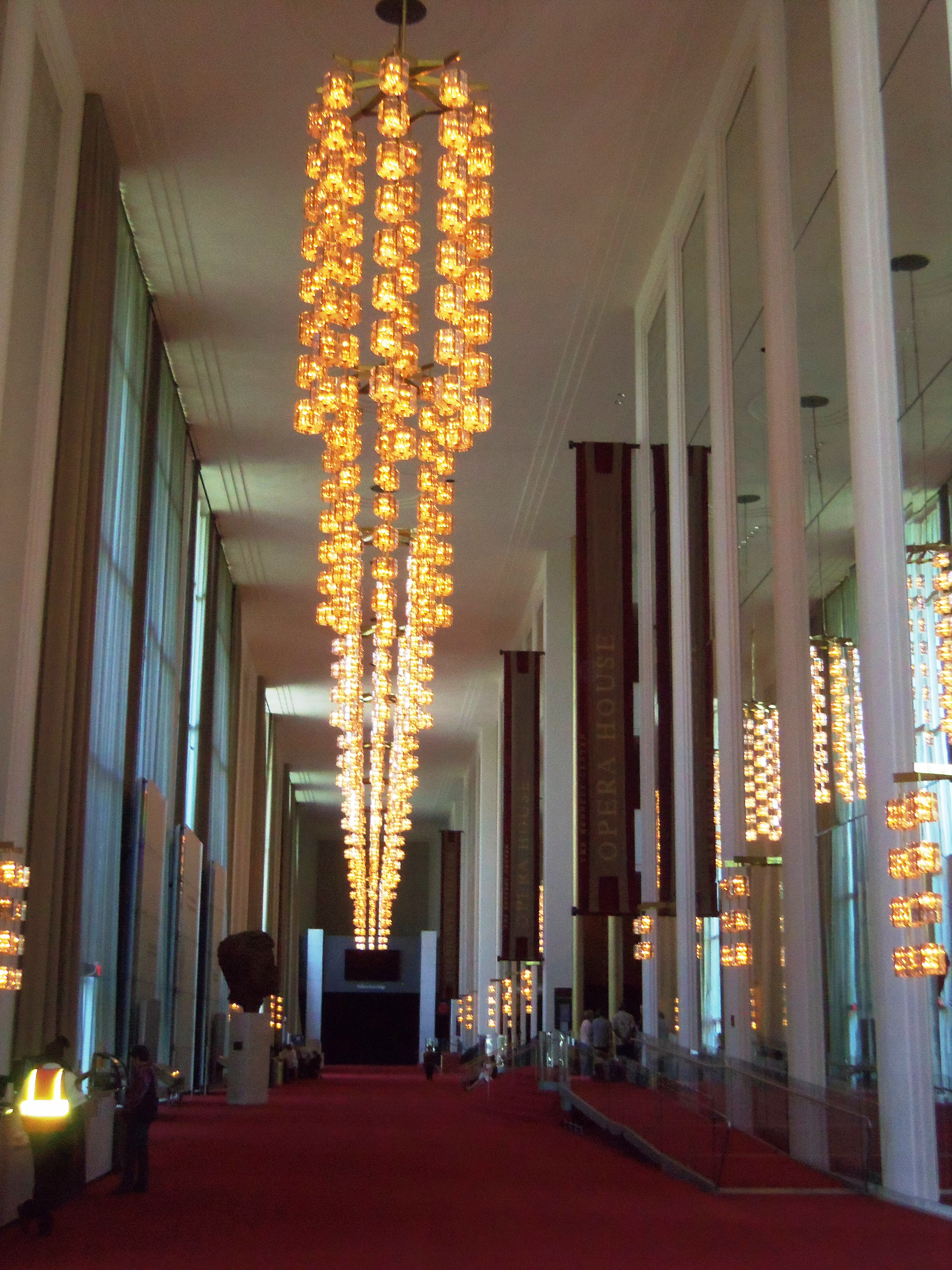
Choral Arts Society of Washingto

La Choral Arts Society of Washington (Sociedad de Artes Corales de Washington) es una organización coral con sede en Washington, D. C. Fundada en 1965 por Norman Scribner, está considerada como uno de los primeros coros sinfónicos de Washington y los Estados Unidos.
La Choral Arts Society presenta un coro sinfónico de aproximadamente 180 cantantes voluntarios. Produce una serie anual de conciertos por suscripción, presentados normalmente en el John F. Kennedy Center for the Performing Arts y la Iglesia Presbiteriana Nacional. También interpreta regularmente junto a la Orquesta Sinfónica Nacional, tanto en el Centro Kennedy como en el Wolf Trap National Park for the Performing Arts. 
El coro ha cantado con famosos directores como Leonard Bernstein, Christoph Eschenbach, Leon Fleisher, Valery Gergiev, Lorin Maazel, Helmuth Rilling, Mstislav Rostropovich, Robert Shaw y Leonard Slatkin. En años recientes, el coro ha realizado apariciones televisivas anuales regulares, incluyendo A Capitol Fourth (celebración del día de la independencia anual en Washington), y el Premio Kennedy. En 2000, el coro apareció en un episodio del Ala Oeste de la Casa Blanca.
El coro de la Sociedad, o subgrupos del mismo, ha aparecido en al menos dieciséis grabaciones comerciales desde 1971. El Coro ha grabado bajo las batutas de directores notables como Antal Doráti, Valery Gergiev, Mstislav Rostropovich, Norman Scribner, y Leonard Slatkin.
Una grabación de 1996 de la obra de John Corigliano titulada Of Rage And Remembrance recibió el Premio Emmy de ese año a la mejor grabación clásica.